# Наташа Романофф (киновселенная Marvel)
Ната́лья Альяновна Ро́манова (англ. Natalia Alianovna Romanova), более известная как Ната́ша Ро́манофф (англ. Natasha Romanoff) — персонаж из медиафраншизы «Кинематографическая вселенная Marvel» (КВМ), основанная на одноимённом персонаже комиксов Marvel, широко известная под псевдонимом «Чёрная вдова́» (англ. Black Widow).
Изначально, Наташа Романофф изображена как русская шпионка и опытный боец рукопашного боя, обученная с детства в специальной академии «Красная комната». В конце концов она присоединяется к контртеррористическому агентству «Щ.И.Т.» и становится ключевым членом команды «Мстители». Когда Танос испепеляет половину жизни во Вселенной, Наташа становится лидером команды «Мстители». Наташа, вместе со Стивом Роджерсом собирает команду вновь и отменяет действия Таноса, пожертвовав собственной жизнью ради получения одного из Камней Бесконечности — Камня Души.
Роль Наташи Романофф в КВМ исполняла американская актриса Скарлетт Йоханссон. Впервые, Наташа Романофф появляется в фильме «Железный человек 2» (2010) и в дальнейшем становится одной из центральных фигур в КВМ, появившись в девяти фильмах. По состоянию на 2023 год персонаж в исполнении Скарлетт Йохансон последний раз выступил в фильме «Чёрная вдова» (2021).
Альтернативные версии Наташи Романофф из Мультивселенной появляются в мультсериале «Что, если…?» (2021), где их озвучивает Лейк Белл.

## Концепция, создание и кастинг
Чёрная вдова изначально была создана как персонаж комиксов по имени Наташа Романова, впервые появившись в качестве повторяющегося, не костюмированного русского шпиона-антагониста в комиксе «Железный человек», начиная с «Tales of Suspense» #52 (апрель 1964). Пять выпусков спустя она привлекает к своему делу одурманенного костюмированного лучника, а позже супергероя Соколиного глаза. Её правительство позже снабдило её первым костюмом Чёрной вдовы и высокотехнологичным оружием, но в конце концов она сбежала в США после того, как появилась, c временно промытыми мозгами против США, в серии про команду супергероев «The Avengers» #29 (июль 1966). Позже Вдова становится постоянным союзником команды, прежде чем официально стать её шестнадцатым членом много лет спустя. Её внешний вид был существенно изменён в «The Amazing Spider-Man» #86 (июль 1970), с рыжими волосами до плеч (вместо её прежних коротких чёрных волос), облегающим чёрным костюмом и браслетами, которые стреляли паучьими нитями.
В 2004 году «Lionsgate» приобрела права на фильм «Чёрная вдова», а в апреле объявила, что сценарий к фильму «Чёрная вдова» с версией Наташи Романовой пишет сценарист и режиссёр Дэвид Хейтер, а продюсером фильма является Ави Арад. К июню 2006 года Lionsgate прекратила проект, и права на персонажа вернулись к Marvel. Хейтер и Marvel попытались привлечь другого финансиста для разработки проекта, но Хейтер «никогда не чувствовал себя комфортно из-за того, что мы нашли место, которое было готово серьёзно отнестись к фильму и персонажу». Это оставило Хейтера «убитым горем», но он надеялся, что фильм будет снят «когда-нибудь».
В январе 2009 года Marvel начала переговоры с Эмили Блант по поводу того, чтобы она сыграла Чёрную вдову в фильме «Железный человек 2», хотя она не смогла взять на себя эту роль из-за предыдущего обязательства сниматься в фильме «Путешествия Гулливера». В марте 2009 года Скарлетт Йоханссон подписала контракт на роль Наташи Романофф / Чёрной вдовы, и её контракт включал варианты появляться в нескольких фильмах. Затем Йоханссон повторила свою роль в фильмах «Мстители» (2012), «Первый мститель: Другая война» (2014) «Мстители: Эра Альтрона» (2015), «Первый мститель: Противостояние» (2016), «Мстители: Война бесконечности» (2018), «Капитан Марвел» (в сцене посреди титров) и «Мстители: Финал» (2019). После выхода «Эры Альтрона» Йоханссон рассказала, что количество фильмов в её контракте было скорректировано с момента его первого подписания, чтобы соответствовать «спросу персонажа», поскольку Marvel не ожидала «отличной реакции» аудитории на персонажа и её выступление. В сентябре 2010 года, продвигая выпуск «Железного человека 2» на домашних носителях, президент «Marvel Studios» Кевин Файги выразил заинтересованность в создании сольного фильма «Чёрная вдова» и заявил, что с Йоханссон уже состоялись обсуждения по поводу отдельного фильма про Чёрную вдову, но внимание Marvel было сосредоточено на «Мстителях» 2012 года.
В феврале 2014 года Файги заявил, что после изучения прошлого Чёрной вдовы в «Эре Альтрона» он хотел бы, чтобы оно было изучено дальше в сольном фильме, для которого уже была проделана работа по его разработке, включая «довольно глубокую» концепцию от Николь Перлман, которая была сосценаристом фильмом Marvel «Стражи Галактики» (2014). В апреле следующего года Йоханссон выразила заинтересованность в главной роли в фильме «Чёрная вдова» и сказала, что это будет обусловлено спросом со стороны зрителей. В июле того же года Хейтер выразил заинтересованность в возрождении проекта для Marvel, и в следующем месяце, режиссёр Нил Маршалл заявил, что он «хотел бы снять фильм о Чёрной вдове», сказав, что, по его мнению, персонаж был «действительно интересным [учитывая], что у неё нет никаких сверхспособностей, у неё просто экстраординарные навыки и мир, из которого она пришла, будучи этой бывшей убийцей из КГБ, я нахожу это действительно увлекательным». В апреле 2015 года Йоханссон подробнее рассказала о возможности сольного фильма про Чёрную вдову, увидев потенциал для изучения различных её «слоёв», изображённых в разных фильмах до сих пор, но также заявив, что «прямо сейчас я думаю, что этот персонаж хорошо используется в этой части вселенной». Продвигая фильм «Первый мститель: Противостояние» в апреле следующего года, Файги отметил, что из-за объявленного графика фильмов, любой потенциальный фильм о Чёрной вдове будет выпущен через четыре-пять лет. Он добавил, что Marvel «творчески и эмоционально» стремится в итоге сделать фильм о Чёрной вдове.
Джосс Уидон, режиссёр фильмов «Мстители» и «Мстители: Эра Альтрона», заявил в июле 2016 года, что он готов снять фильм про Чёрную вдову, чувствуя, что он мог снять «шпионский триллер. Типа действительно сделать хороший, параноидальный фильм в стиле „Джона Ле Карре на крэке“». В октябре Йоханссон обсуждала потенциальный фильм в качестве приквела, говоря: «Можно вернуть её в Россию. Можно было бы изучить программу Вдовы. Есть множество вещей, которые можно использовать». Она предупредила, что, возможно, не захочет «носить обтягивающий комбинезон» целую вечность. В феврале следующего года Йоханссон заявила, что посвятит себя тому, чтобы создать любой потенциальный фильм о Чёрной вдове «потрясающим. Это должна быть лучшая версия фильма, которая только может быть. Иначе я бы никогда этого не сделала… [Это] должен будет быть свой самостоятельный фильм со своим собственным стилем и своей собственной историей». Учитывая уже завершённую работку по разработке фильма и общественную поддержку фильма про Чёрную вдову, Marvel в конечном счёте решила, что лучшее время для продвижения проекта будет в начале «последней на данный момент фазы» КВМ в 2020 году.
В январе 2018 года в качестве сценариста была нанята Жак Шеффер. Marvel искала женщину-режиссёра для проекта, что было частью приоритетного толчка крупных киностудий по найму женщин-режиссёров для франшиз. Кейт Шортланд заручилась поддержкой Йоханссон, которая была фанатом предыдущего фильма режиссёра, «Эрудиция» (2012), где также были женщины, и она была нанята в качестве режиссёра «Чёрной вдовы». «The Hollywood Reporter» сообщила в октябре 2018 года, что Йоханссон получит $15 миллионов за фильм, увеличив свою «низкую семизначную зарплату», которую она заработала за свою игру в «Мстителях». Ровно столько же заработали Крис Эванс и Крис Хемсворт каждый за появление в фильмах «Первый мститель: Противостояние», «Тор: Рагнарёк», «Мстители: Война бесконечности» и «Мстители: Финал». Несмотря на то, что «The Hollywood Reporter» подтвердила эти суммы «несколькими осведомлёнными источниками» для своего отчёта, Marvel Studios оспорила точность цифр и заявила, что они «никогда публично не разглашают зарплату или условия сделки». Фильм должен был выйти в мае 2020 года, но дважды откладывался из-за пандемии COVID-19, и новой датой выхода стало 9 июля 2021 года. 29 июля 2021 года Йоханссон подала иск против Disney, утверждая, что одновременный выпуск фильма компанией на Disney+ и в кинотеатрах был нарушением контракта, поскольку её зарплата была привязана к кассовым сборам фильма, на которые якобы повлиял его выпуск на Disney+.

## Характеризация

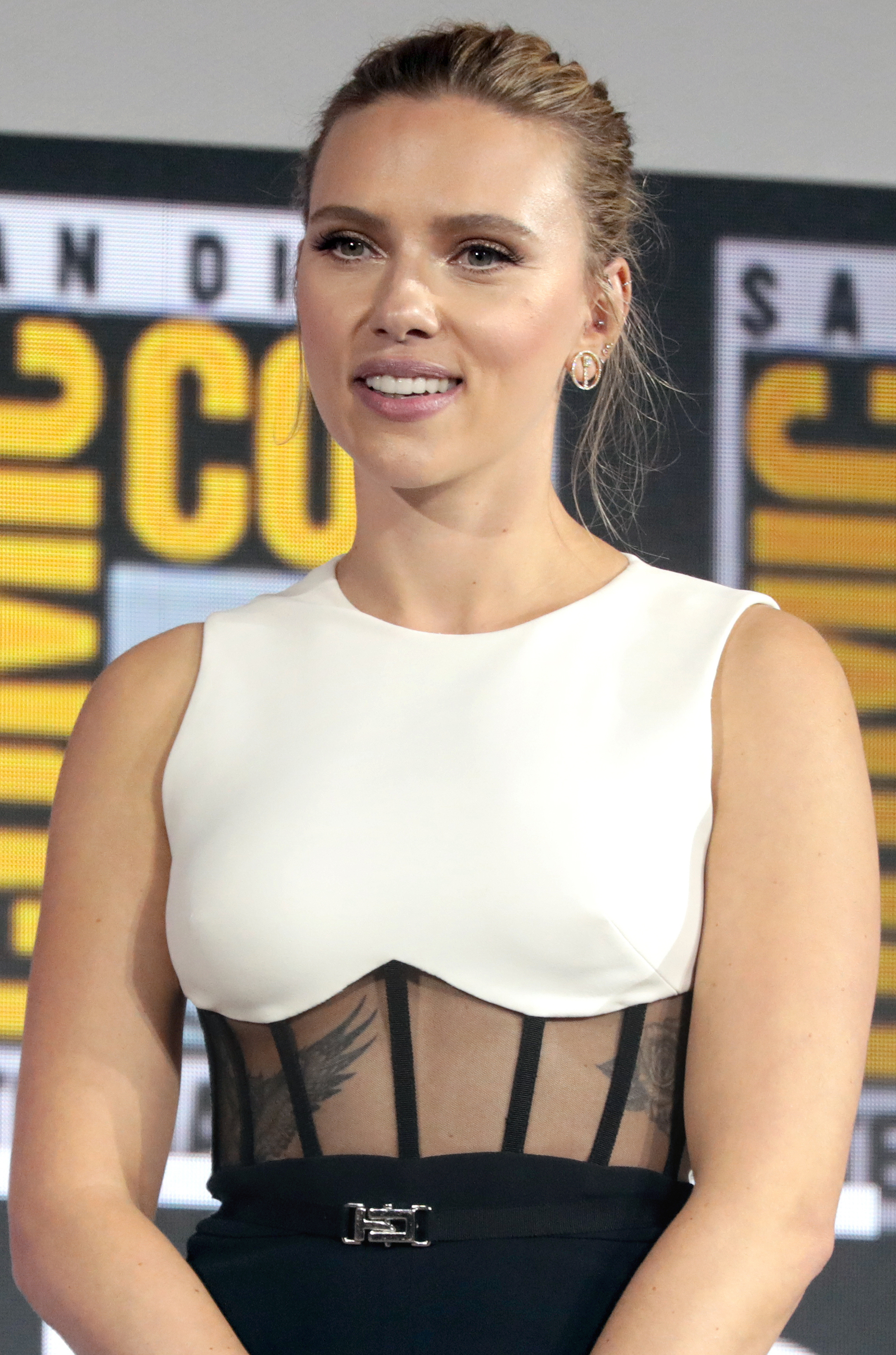
Скарлетт Йоханссон говорит о «Чёрной вдове» на San Diego Comic-Con International 2019 в Сан-Диего, Калифорния.

В «Железном человеке 2» Романофф представлена как Натали Рашман, тайная шпионка для «Щ.И.Т.», выдающая себя за новую помощницу Старка. Йоханссон покрасила волосы в рыжий цвет, прежде чем получила роль, надеясь, что это поможет убедить Фавро в том, что она подходит для этой роли. Йоханссон сказала, что выбрала эту роль, потому что «персонаж Чёрной вдовы резонировал со мной… [Она] супергерой, но она также и человек. Она маленькая, но сильная… Она тёмная и столько раз сталкивалась со смертью, что у неё есть глубокий взгляд на ценность жизни… Трудно не восхищаться ею». Она заявила, что у неё был «немного странный момент», когда она впервые увидела комбинезон. Когда её спросили о драке в костюме, Йоханссон ответила:
«Большая часть меня говорит: „Могу ли я двигаться в этом? Могу ли я в нём бегать? Могу ли я, например, броситься на всё с этим?“ И я думаю, только подготовка, вам просто нужно уложиться в часы. Вот что я поняла, так это то, что я просто трачу часы, тренируюсь и повторяюсь, в основном просто дружу с командой каскадёров и провожу весь день, каждый день, просто снова и снова, снова и снова, пока вы не сделаете это убедительно».

В «Мстителях» указывается на тесную дружбу персонажа с Клинтом Бартоном, о которой Йоханссон сказала: 
«У наших персонажей долгая история. Они долгое время сражались вместе во множестве сражений во многих разных странах. Мы — два члена этой группы мстителей, которые являются опытными воинами — у нас нет сверхспособностей. Тем не менее, Чёрная вдова определённо является одним из членов команды. Она не в актёрском составе просто для того, чтобы быть романтической фольгой или леденцом для глаз. Она здесь, чтобы бороться, так что я никогда не чувствовала себя единственной девушкой. У всех нас есть свои различные навыки, и это кажется равным».

Что касается её тренировок, Йоханссон сказала: «Несмотря на то, что „Железный человек 2“ был „один для них“, я никогда раньше не делала ничего подобного. Я никогда не была физически вовлечена во что-то или частью чего-то настолько большого. Что касается Мстителей, то я провела так много месяцев, тренируясь с нашей командой каскадёров и сражаясь со всеми другими актёрами, просто сумасшествие. Я только и делаю, что сражаюсь — всё время». Йоханссон заработала за фильм $4–6 миллионов. В фильме «Первый мститель: Другая война» сценарист Кристофер Маркус сказал, что Чёрная вдова «резко отличалась» от Капитана Америки, описав её как «невероятно современную, не очень почтительную и просто очень прямолинейную, в то время как Стив, вы знаете человека из 40-х годов. Он не бойскаут, но он сдержан и имеет моральный центр, в то время как её моральный центр движется». Братья Руссо добавили: «Она персонаж, который зарабатывает на жизнь ложью. Вот что она делает. Он персонаж, который говорит правду. Дайте им проблему, и у них будут разные подходы к ней. Она подталкивает его к модернизации, а он подталкивает её к тому, чтобы добавить определённый уровень целостности в её жизнь». Когда её спросили об отношениях Романофф с Роджерсом, Йоханссон ответила: 
«В результате серии неудачных встреч они окажутся в ситуации, в которой их дружба станет более близкой. У них много общего, потому что они живут в обороне, ни на кого не полагаясь. Кроме того, эти двое работали на правительство на протяжении всей своей профессиональной карьеры. С их дружбой они начинают задаваться вопросом, чего они хотят и какова их истинная личность».
Продюсер Кевин Файги заявил, что в «Мстителях: Эра Альтрона» предыстория персонажа будет больше исследована. Йоханссон уточнила: «В „Мстителях 2“ мы возвращаемся... мы определённо узнаём больше о предыстории Вдовы, и мы узнаём, как она стала тем человеком, которого вы видите. У всех этих персонажей глубокое, тёмное прошлое, и я думаю, что прошлое немного настигает некоторых из нас». Что касается того, где фильм берёт историю Вдовы, Йоханссон почувствовала, что это продолжение того, что было видно с её персонажем в «Другой войне», и учитывается фактом того, что «„[Вдова] никогда не делала активного выбора. [Она] продукт навязывания других людей“. Это должно её настигнуть. Это обязательно окажет огромное влияние. Должен быть результат этого осознания... Вы увидите, как она активно делает какой-то выбор в своей жизни, к лучшему или к худшему». Смесь крупных планов, маскирующих костюмов, дублёров-каскадёров и визуальных эффектов была использована, чтобы помочь скрыть беременность Йоханссон во время съёмок.
Энтони Руссо отметил разорванную преданность Романофф в фильме «Первый мститель: Противостояние», сказав, что «её голова на стороне Тони, но её сердце во многом с Кэпом». Йоханссон добавила, что Романофф «стремится выработать стратегию своей позиции, поставив себя в такое положение, когда она сможет позволить сильным мира сего бороться», чтобы у неё «была лучшая перспектива того, что на самом деле происходит». Описывая ситуацию своего персонажа после событий фильма «Мстителей: Эра Альтрона», Йоханссон сказала: «Я думаю, что прошлое Вдовы всегда будет преследовать её. Она пытается двигаться вперёд, она пытается собрать осколки своей жизни». Она также сказала, что Романофф находится на том этапе своей жизни, когда она может сама принимать решения, не требуя, чтобы другие принимали участие в процессе принятия решений. О продолжении отношений между Романофф и Роджерсом из «Другой войны» Джо Руссо сказал, что они хотели «проверить это», сделав так, чтобы Романофф указала Роджерсу на ошибки, допущенные командой, и убедить его, «что это может быть не так чёрно-бело, как он это видит», и что Мстители должны «найти способ работать в системе, чтобы [они] не были распущены».
Я никогда не чувствую, что моя работа закончена... Я всё ещё думаю о новых способах, которыми я могла бы сказать реплики из фильмов, в которых я снялась 10 лет назад. Я действительно довольна работой, которую я выполнила за последние десять с лишним лет в Marvel. Я чувствую, что начинаю на высокой ноте с фильмом, которым невероятно горжусь. Я чувствую, что моя работа с Наташей завершена, если это так. Я исследовала многие грани её личности и чувствую, что её выбор пожертвовать своей жизнью ради своих лучших друзей был тем, который она сделала активно и решительно.
К событиям «Войны бесконечности», Йоханссон сказала, что ситуация Романофф после фильма «Первый мститель: Противостояние» была «тёмным временем. Я бы не сказала, что мой персонаж был особенно обнадёживающим, но я думаю, что она ожесточилась ещё больше, чем, вероятно, была раньше». В начале фильма «Мстители: Финал» Романофф продолжает командовать несколькими командами со всей галактики на Базе Мстителей, что, как объяснил Джо Руссо, произошло из-за её неспособности двигаться вперёд после их неспособности остановить Таноса, сказав, что «она делает всё возможное, чтобы попытаться объединить сообщество… Она всё ещё дозорная на стене». О решении Романофф пожертвовать собой ради Бартона, чтобы приобрести Камень Души, чтобы вернуть всех, Джо Руссо заявил, что это было частью более широкой темы, исследующей желание жертвовать, по сравнению с желанием защитить в «Войне бесконечности»; он говорит: «Когда она добирается до этой сцены [с Камнем Души], я думаю, она понимает, что единственный способ вернуть сообщество — это пожертвовать собой». Стивен Макфили заявил: «Её путешествие, по нашему мнению, подошло к концу, если бы она смогла вернуть Мстителей. Она происходит из такого жестокого, ужасного, контролирующего сознание прошлого, поэтому, когда она добирается до Вормира и у неё появляется шанс вернуть семью, это то, на что она готова меняться». Для подготовки к фильму, Йоханссон прошла режим тренировок высокой интенсивности, который включал в себя плиометрику, тяжёлую атлетику и гимнастику, а также диету с ограничением по времени; всё это находится под наблюдением её давнего тренера Эрика Джонсона, с которым она работала с фильма «Железный человек 2» (2010), где впервые был представлен её персонаж.
В 2018 году Йоханссон описала тогдашний фильм «Чёрная вдова» как «возможность изучить Вдову как женщину, которая стала самостоятельной и делает самостоятельный и активный выбор для себя, возможно, впервые в своей жизни», при этом находясь в «тёмном месте, где ей некому позвонить и некуда идти». В то время как Романофф остаётся беглянкой в фильме, она оказывается одна и вынуждена противостоять опасному заговору, связанному с её прошлым, в котором участвует мастер шпионажа Дрейков, с помощью «семьи» Романофф, Елены Беловой, Алексея Шостакова и Мелины Востокофф. Йоханссон сказала, что она «выходила на высокой ноте с фильмом, которым [она] невероятно гордилась», и чувствовала, что с этим фильмом её работа по изображении Романофф была «завершена». Эвер Андерсон изображает молодую Наташу Романофф.
Альтернативную версию Романофф озвучивает Лейк Белл в мультсериале «Что, если…?».

## Биография персонажа

### Ранняя жизнь
Наташа Романофф родилась в СССР в 1984 году, с детства прошла подготовку в качестве шпиона КГБ в секретной академии под названием «Красная комната», которая включала в себя балетную тренировку в качестве прикрытия, а также последующую стерилизацию студенток. Она выросла в фальшивой семье с Алексеем Шостаковым и Мелиной Востокофф в качестве её «родителей» и Еленой Беловой в качестве её младшей «сестры». В 1995 году, когда Шостаков выполнил свою миссию по краже информации из «Щ.И.Т.» в Огайо, семья бежит на Кубу, где они встречаются со своим боссом Дрейковым, который проводит Романофф и Белову через «Красную комнату» для дальнейшего обучения, чтобы сделать из них отборных убийц. В конце концов, Клинта Бартона посылают убить Романофф, но вместо этого он решает сохранить ей жизнь и завербовать её в организацию «Щ.И.Т.», что позволяет Романофф сбежать из своей предыдущей жизни. До 2016 года, Романофф считает, что Дрейков погиб при взрыве в его офисе, однако вместо Дрейкова взрыв сильно калечит его дочь Антонию.

### Агент «Щ.И.Т.» под прикрытием
В 2011 году, после того, как Тони Старк публично становится Железным человеком и назначает своего личного помощника Пеппер Поттс генеральным директором компании «Stark Industries», он нанимает Романофф, выдающую себя за сотрудницу компании Натали Рашман от имени Ника Фьюри, директора «Щ.И.Т.», чтобы заменить Поттс в качестве своего личного помощника. Фьюри позже раскрывает это Старку, и Романофф затем помогает Старку сорвать планы злодеев Джастина Хаммера и Ивана Ванко, последний из которых дистанционно берет под контроль армию военных беспилотников и броню друга Старка, Джеймса Роудса. Романофф успешно возвращает контроль над бронёй Роудса, позволяя Старку и Роудсу одолеть Ванко и дронов.

### Битва за Нью-Йорк
В 2012 году Романофф под прикрытием допрашивают русские. В процессе допроса, Наташе звонит агент Фил Колсон и сообщает, что Бартон скомпрометирован. Романофф быстро одолевает русских, которым она позволила захватить себя только для того, чтобы добыть информацию. Ник Фьюри запускает инициативу «Мстители», и направляет Наташу в Калькутту для вербовки в команду Брюса Бэннера, чтобы использовать его опыт для отслеживания гамма-сигнатуры похищенного Тессеракта. Наташа успешно вербует доктора и сопровождает на хеликэрриэр «Щ.И.Т.». Колсон знакомит её со Стивом Роджерсом, а она в свою очередь знакомит Роджерса с Бэннером. В ходе операции по захвату Локи, она пилотирует квинджет в Штутгарт, где Старк и Роджерс вступают в конфронтацию с асгардcким богом обмана Локи, который, после битвы сдаётся. Во время нахождения Локи в плену на хеликэриэре организации «Щ.И.Т.», Романофф раскрывает его план, заключающийся в выведении Халка из Бэннера. Бартон и другие агенты, чей разум был захвачен Локи атакуют хеликэриэр, в результате чего Бэннер трансформируется в Халка и преследует Романофф, пока его не останавливает Тор. Романофф встречается с Бартоном, сражается и лишает его сознания, освобождая его разум из-под контроля Локи. В дальнейшем, Романофф присоединяется к другим Мстителям — Роджерсу, Старку, Бартону, Тору и Халку, собираются вместе в команду «Мстители» и защищают Землю от вторжения инопланетной расы Читаури. Романофф, при помощи скипетра Локи и закрывает портал, из которого производилось вторжение. В конечном счёте, Мстители побеждают Локи и сопровождают его отправление в Асгард. После этого они с Бартоном уходят вместе.

### Ликвидация «Гидры»
В 2014 году Романофф и Роджерс отправляются с контртеррористической командой «Щ.И.Т.» под названием «У.Д.А.Р.» для освобождения заложников на борту судна «Щ.И.Т.» — «Лемурианская звезда» от Жоржа Батрока и его наёмников. В середине миссии Роджерс обнаруживает, что у Романофф другая цель: извлечь данные из компьютеров корабля для Ника Фьюри. После покушения на жизнь Фьюри, Роджерс становится беглецом, за которым начинает охотиться команда «У.Д.А.Р.», и встречается с Романофф. Используя данные на флэшке, они обнаруживают секретный бункер «Щ.И.Т.» в Нью-Джерси в лагере Лихай, где с помощью флешки активируют суперкомпьютер, одержащий сохранившееся сознание Арнима Золы. Зола раскрывает, что после того, как был создан «Щ.И.Т.» после окончание Второй мировой войны, «Гидра» тайно действовала в его рядах и создала мировой кризис, который в конечном итоге заставит человечество пожертвовать свободой ради безопасности. Ракета из «Щ.И.Т.» уничтожает бункер, и они понимают, что Александр Пирс является лидером «Гидры» внутри «Щ.И.Т.».
Они укрываются у нового друга Роджерса, Сэма Уилсона, который присоединяется к ним, чтобы остановить «Гидру». На них нападает «Зимний солдат», и Романофф получает пулю в плечо, но выживает. Позже, чтобы помешать «Гидре» использовать три хеликэриэра для убийства миллионов, Романофф, переодетая в члена «Всемирного совета безопасности», разоружает Пирса и его охранников. Фьюри прибывает и заставляет Пирса разблокировать базу данных «Щ.И.Т.». Романофф сливает секретную информацию, выставляя данные «Гидры» и «Щ.И.Т.а» на всеобщее обозрение. Позже Романофф предстаёт перед подкомитетом Сената США, а позже говорит Роджерсу и Уилсону, что заляжет на дно.

### Альтрон и «Заковианский договор»
В 2015 году Романофф вместе с другими Мстителями нападает на объект «Гидры» в Заковии, чтобы окончательно покончить с «Гидрой» и вернуть скипетр Локи. В результате стычки Бартона и Пьетро Максимофф, Бартона ранит оружие вражеского дота. Романофф оказывает ему первую помощь и отправляется успокаивать Халка. После успешного успокаивания Халка, Наташа вместе с другими Мстителями возвращается в башню Мстителей, где Клинта лечит доктор Хелен Чо. В Башне Мстителей Романофф посещает праздничную вечеринку и становится свидетелем первой атаки ожившего Альтрона. После атаки Альтрона, команда отправляются в Йоханнесбург, чтобы остановить Альтрона, однако Ванда Максимофф выводит Романофф из строя, насылая на неё видения своего прошлого времяпровождения в «Красной комнате». Бартон, будучи вторым Мстителем, на которого не воздействовала Ванда, приводит команду в чувство. Позже, в связи с отрицательным общественным мнением по поводу действий Халка, Клинт приводит Мстителей в свой дом к детям, Куперу и Лайле, и жене Лоре, которая носит ещё одного ребёнка, названного в честь Наташи. Туда также приходит Фьюри и они вместе разрабатывают план по уничтожению Альтрона.
Бартон, Романофф и Роджерс едут в Сеул, чтобы помешать Альтрону загрузиться в вибраниумоевое тело с Камнем Разума, извлеченного из скипетра Локи. Им удается захватить тело, однако Альтрон захватывает Наташу в плен и удерживает в Заковии. Благодаря старой радиотехники, Наташе удается связаться с Бартоном с помощью азбуки Морзе, чем помогает Мстителям обнаружить её месторасположение. Во время нападения на базу в Заковии, Наташу спасает Бэннер, которая затем сталкивает его с выступа, вызывая тем самым Халка. Она объединяется с другими Мстителями и Вижном в битве против Альтрона. После их победы она и Роджерс формируют новую команду на Базе Мстителей, состоящую из Уилсона, Джеймса Роудса, Максимофф и Вижна.
В 2016 году она присоединяется к Роджерсу, Уилсону и Максимофф в миссии в Лагосе, чтобы помешать наёмнику Броку Рамлоу заполучить биологическое оружие. Романофф удаётся перехватить оружие, но Максимофф по ошибке убивает гуманитарных работников Ваканды, защищая Роджерса от бомбы-смертника Кроссбоунса. Это приводит к тому, что госсекретарь США Таддеус Росс информирует Мстителей о том, что Организация Объединённых Наций (ООН) готовится принять «Заковианский договор», который создаст группу ООН для наблюдения и контроля за командой. Мнения Мстителей разделяются: Старк и Наташа поддерживает надзор из-за своей роли в создании Альтрона и уничтожении Заковии, в то время как Роджерс не решается дать правительству такой контроль над командой. Она утешает Роджерса после похорон Пегги Картер и присутствует в Вене, на ратификации договора, и переживает взрыв, в результате которого погибает король Ваканды Т’Чака, отец Т’Чаллы. Первоначально она встаёт на сторону Старка, который поддерживает договор, сопровождая его, чтобы задержать команду Роджерса, состоящую из Барнса, Бартона, Уилсона, Максимофф и Скотта Лэнга в аэропорту Лейпциг/Галле в Германии, однако из-за дружбы Романофф с Роджерсом, она позволяет ему и Барнсу сбежать. Это ставит её в противоречие со Старком и заставляет её скрываться после нарушения договора.

### Лицом к лицу с прошлым
Будучи преследуемой ООН, Романофф сбегает от государственного секретаря США Таддеуса Росса и бежит на конспиративную квартиру в Норвегии, где встречается со своим связным Риком Мейсоном. Елена Белова посылает противоядие от контроля сознания «Красной комнатой» на конспиративную квартиру Романофф в надежде, что Романофф вернётся, чтобы помочь ей. Когда Романофф неосознанно уезжает с противоядием, на неё нападает Таскмастер, который охотится за противоядием. Романофф уклоняется от Таскмастера и узнаёт, что противоядие пришло от Беловой. Она встречается с ней в Будапеште, но затем подвергаются нападению «Чёрных вдов». Во время побега Романофф узнаёт, что Дрейков всё ещё жив и что «Красная комната» всё ещё активна.
Романофф и Белова вызволяют Алексея Шостакова, также известного как «Красный Страж», из тюрьмы и воссоединяются с Мелиной Востокофф, прежде чем их схватывают и возвращают в «Красную комнату». Когда Дрейков поздравляет Востокофф за то, что она нашла их, выясняется, что Востокофф и Романофф использовали технологию маски для лица, чтобы поменяться местами на ферме, спланировав свой собственный захват. Романофф узнаёт, что Таскмастером является Антония Дрейкова, которая получила настолько серьёзные повреждения, что Дрейков был вынужден вставить чип в её голову, чтобы помочь ей, превратив её в идеального солдата. Романофф также обнаруживает, что она не может причинить вред Дрейкову из-за феромонной блокировки, которую он установил у каждой вдовы, и что он контролирует вдов по всему миру через свой пульт управления. Подтолкнув Дрейкова ударить её по лицу, Романофф намеренно ломает свой нос, что перерезает нерв в её носовом проходе, чтобы нейтрализовать феромоны, позволяя себе напасть на Дрейкова.
Дрейков убегает, в то время как вдовы атакует Романофф, однако Белова создаёт противоядную бомбу, которая освобождает вдов от чужого контроля над их разумом. Романофф садится за пульт управления и копирует местоположение других вдов по всему миру на флэшку как раз в тот момент, когда объект начинает взрываться и падать. Прежде чем покинуть диспетчерскую, она берёт две ампулы с противоядием, которое уцелело после взрыва бомбы Беловой. Романофф передаёт Елене парашют, а сама начинает сражени с Антонией в небе. Приземлившись на землю, Романофф использует один флакон противоядия на Антонии, освобождая её от контроля. Остальные вдовы прибывают, когда Белова, Востокофф и Шостаков прощаются с Романофф, при этом Белова отдаёт Романофф свой жилет на память о ней, а Романофф даёт Беловой последний флакон с противоядием и флэшку, говоря ей найти и освободить других вдов. Когда они уходят вместе с поправляющейся Антонией, Романофф ждёт прибытия Росса и его людей. Две недели спустя Романофф, теперь со светлыми волосами, встречается с Мейсоном, снабдившим её квинджетом. Она улетает, чтобы помочь Стиву Роджерсу вызволить задержанных Мстителей из тюрьмы «Рафт».

### Противостояние с Таносом
В 2018 году Роджерс, Романофф и Уилсон спасают Максимофф и Вижна в Шотландии от Корвуса Глэйва и Проксимы Полночной, при этом Наташа серьёзно ранит Корвуса клинком Проксимы, однако злодеям удаётся сбежать. Наташа, вместе с остальными возвращается на базу Мстителей, где они воссоединяются с Роудсом и Бэннером. При обсуждении жертвы Вижна, Роджерс не соглашается и предлагает им отправиться в Ваканду, где есть ресурсы, чтобы извлечь Камень и сохранить Вижну жизнь. Находясь в Ваканде, Роджерс приказывает Максимофф уничтожить Камень, как только его вытащат из головы Вижна. Аутрайдеры, во главе с Проксимой Полночной, Корвусом Глэйвом и Куллом Обсидианом нападают на Ваканду. Роджерс, Барнс, Романофф, Уилсон, Роудс, Бэннер, Т’Чалла и вакандские армии держат оборону и получают поддержку, прибывшего Тора, Ракета и Грута. Наташе, Ванде и Окойе удается убить Проксиму, после чего они все подтягиваются к Вижну и пытаются противостоять Таносу, однако Танос отражает все их атаки, успешно уничтожает Вижна, получает Камень Разума, заполняя Перчатку Бесконечности и производит «щелчок». Романофф выживает, однако остаётся побеждённым.
Вернувшись на базу Мстителей, Роджерс и Романофф оценивают потери по всему миру и обнаруживают, что Танос уничтожил половину всех живых существ на планете. Их встречает Кэрол Дэнверс, которая прибывает на вызов через пейджер Фьюри. Дэнверс возвращает Старка и Небулу на Землю, а Роджерс ведёт команду, состоящую из Ракеты, Дэнверс, Тора, Романофф, Роудса, Бэннера и Небулы, в космос, чтобы найти Таноса. Они атакуют Таноса, однако узнают, что он уничтожил Камни, чтобы никто не смог отменить его действия. Поняв, что ситуация неисправима, Тор, на глазах у Наташи обезглавливает Таноса.

### Операция «Хрононалёт» и гибель
В 2023 году Романофф возглавляет Мстителей, в число которых теперь входят Ракета, Небула, Окойе и Дэнверс, что заставляет команду реагировать не только на Земные кризисы, но и на события по всей галактике. На базу прибывает Скотт Лэнг, считавшийся исчезнувшим и говорит им, что до этого он застрял в Квантовом мире, где время течёт по-другому. Он предлагает использовать мир как средство для получения Камней Бесконечности из прошлого и отменить действия Таноса. Романофф, Роджерс и Лэнг представляют эту идею Старку, но он отказывается помочь. Они встречаются с Бэннером, принявшим форму Профессора Халка, и уговаривают его помочь им. Их попытки по путешествию во времени ни к чему не приводят, однако на базу возвращается Старк и помогает героям построить машину времени.
В попытке собрать всех Мстителей, Романофф отправляется в Токио, где встречает Бартона, потерявшего свою семью из-за действий Таноса и провёл последние несколько лет, охотясь и убивая участников организованной преступности по всему миру. Она убеждает его вернуться в команду. После удачного путешествия во времени Бартоном, Мстители разрабатывают операцию «Хрононалёт», заключающаяся в изъятии всех шести Камней бесконечности из альтернативных реальностей в определенном промежутке времени (то есть прошлом). Наташа и Бартон отправляются в альтернативный 2014 год и прибывают на планету Вормир, чтобы получить Камень Души. Они сталкиваются с хранителем Камня — Красным Черепом, и заявляет им, что для получения Камня Души необходимо провести жертву. Бартон решает пожертвовать своей жизнью, поскольку за последние 5 лет он совершил множество преступлений, но Романофф останавливает его. Они сражаются, чтобы помешать друг другу совершить жертву, однако, в конце концов, Бартон одерживает верх и прыгает со скалы. Его ловит Наташа и закрепляет на скале, однако сама себя не закрепляет, в результате чего Клинт хватает её за руку. Наташа просит Клинта отпустить её, поскольку это её выбор. Клинт отказывается, в результате чего Наташа силой вырывает свою руку из руки Бартона и погибает, позволяя Бартону заполучить Камень. Вернувшись в основную временную шкалу, убитый горем Бартон и Мстители устраивают траур в честь Романофф, на котором Клинт заявляет, что вернуть Наташу невозможно. Вскоре Бэннер использует полученные Камни Бесконечности и возвращает половину всей жизни во Вселенной к жизни, доказав тем самым, что жертва Наташи была не напрасной.

### Последствия
Через некоторое время после возвращения половины жизни во вселенной, также возвращенная к жизни Елена Белова посещает могилу Романофф, выражая почтение своей хоть и приемной, но все-таки сестре. Появляется Валентина Аллегра де Фонтейн и поручает ей убить Клинта Бартона, которого Де Фонтейн считает ответственным за смерть Романофф.

## Альтернативные версии
Наташа Романофф, озвученная Лейк Белл, появляется в первом сезоне анимационного сериала «Disney+» «Что, если…?» (2021) в виде нескольких альтернативных версий самой себя:

### Гибель Мстителей
В альтернативном 2011 году Наташа Романофф, по приказу Ника Фьюри делает укол Тони Старку для облегчения последствий его отравления палладием, однако Старк умирает. Наташа обвиняется в убийстве Тони Старка организацией «Щ.И.Т.», однако Фьюри ей верит и даёт ей шприц для расследования ситуации. После побега от Брока Рамлоу и других агентов «Щ.И.Т.», Романофф отправляется к доктору Бетти Росс, чтобы расследовать причину гибели Старка. Когда она получает известие от Фьюри о том, что Бартон мёртв, Романофф обнаруживает, что Бетти скрывает Бэннера от своего отца, генерала Росса. Неожиданно прибывает армия США, во главе с Генералом Россом, для ареста Брюса и Бетти. Когда военные противостоят Бэннеру, Романофф становится свидетелем смерти Бэннера после того, как он превратился в Халка. Романофф продолжает расследование через базу данных «Щ.И.Т.» и обнаруживает, что кто-то получил доступ к базе данных через профиль мёртвого агента. Когда она пытается предупредить Фьюри об этом, её убивает Хэнк Пим, который впоследствии и оказался убийцей всех претендентов инициативы «Мстители».

### Зомби-эпидемия
В альтернативном 2018 году Романофф, вместе с другими Мстителями реагирует на вспышку зомби-эпидемии в Сан-Франциско, однако она, как и другие превращается в зомби.

### Завоевание Альтрона
В альтернативном 2015 году, Альтрон получает свое вибраниумное тело с Камнем Разума и истребляет человечество с помощью ядерных ракет. Романофф и Бартон остаются единственными выжившими. Они отправляются в Москву в попытке найти аналоговый код для отключения системы искусственного интеллекта Альтрона. Найдя файл на Арнима Золу, они отправляются на заброшенную базу «Гидры» в Сибири и пытаются загрузить скопированный разум Золы в коллективный разум Альтрона и устранить его. Однако, будучи в меньшинстве против часовых Альтрона, Клинт жертвует собой, чтобы спасти Романофф. Загрузка завершается неудачей. Сам Зола раскрывает, что загрузка не удалась, поскольку Альтрон покинул их вселенную.
Некоторое время спустя Романофф сталкивается с Наблюдателем и «Стражами Мультивселенной»: «Верховным» Стрэнджем, Капитаном Картер, Тором, Гаморой, Звёздным Лордом Т’Чаллой и Киллмонгером, которые также сражаются против Альтрона. Альтрон прибывает с Камнями Бесконечности, за исключением Камня Души, и Стражи стараются держаться от него подальше. После того, как он возвращает его и пытается убить их, Романофф с помощью Картер успешно загружает аналоговое сознание Золы в тело Альтрона, используя стрелу Бартона, удаляя его. Киллмонгер предаёт команду, забирая Камни, говоря им, что они с помощью Камней смогут переписать свои вселенные, но команда с ним не соглашается. Киллмонгер готовится уничтожить Стражей, однако Зола, взяв под контроль тело Альтрона, останавливает его, позволяя Стрэнджу запереть их обоих в карманном измерении. Романофф заменяет его, становясь Стражем, и вместе с другими Стражами попадает в бар Стрэнджа в измерении вне времени. Пока остальные Стражи возвращаются в свои вселенные, Романофф отказывается возвращаться в свою собственную, учитывая, что вся жизнь в её вселенной потеряна. Наблюдатель перемещает её во вселенную, где её вариант был убит вместе с другими кандидатами Инициативы «Мстителей» Хэнком Пимом. Она прибывает на Хеликэриэр, где Фьюри, Роджерс и Дэнверс сражаются с Локи и его асгардской армией. Она побеждает Локи и встречает Фьюри.

### Партнёрство с Капитаном Картер
В реальности, где Пегги Картер стала суперсолдатом вместо Стива Роджерса, Наташа Романофф смогла устранить в Будапеште генерала Дрейкова, проткнув ему сонную артерию штопором. В 2012 году этой реальности Наташа, как и в оригинальной, сражалась в составе альтернативных Мстителей в Нью-Йорке против Локи и Читаури. В 2014 году Романофф присоединяется к Капитану Картер, чтобы захватить группу пиратов во главе с Жоржем Батроком, которые захватили судно «Щ.И.Т.» «Лемурианская звезда». Романофф обнаруживает, что пираты нацелились на судно, потому что на борту находилась броня Крушителя «Гидры». Одолев Батрока, Романофф показывает Картер доспехи и сообщает ей, что внутри кто-то есть. Стив, попавший под контроль «Красной комнаты», пробуждается и отправляется убить постаревшего Баки Барнса, ставшего Госсекретарём США. Романофф была готова убить Стива, но Пегги и Барнс не дали ей это сделать, позже она спасает Пегги и Стива. Стив пробуждается, приходит в себя и отводит Картер и Романофф на базу «Красной комнаты», прибывшая туда вслед Мелина Востокофф говорит, что её план был именно заманить сюда Пегги, что она и сделала с помощью находящегося под контролем Стива. Пока Стив сражается с Картер, Романофф в одиночку противостоит отряду вдов, а когда побеждает их, начинает сражаться с самой Мелиной. Когда Стив приходит в себя и решает пожертвовать собой и уничтожить летающий штаб «Красной комнаты», Наташа тросом прицепляет к нему Мелину, и та погибает.

## Отличия от комиксов
Наташа Романофф в КВМ является членом команды Мстителей, основанной Ником Фьюри с самого начала, в то время как в комиксах она является гораздо более поздним дополнением и изначально была злодейкой (по фамилии Романова, а не Романофф), которая была особенно враждебна по отношению к команде. Фактически, первой женщиной-Мстителем в оригинальных Мстителях, созданных Стэном Ли и Джеком Кёрби, была Оса. Версия КВМ также показала короткий роман с Брюсом Бэннером в «Эре Альтрона», на который также намекали в более поздних фильмах. В комиксах таких отношений не встречается, хотя персонаж в комиксах состоял в отношениях с несколькими другими персонажами, включая Капитана Америку, Соколиный глаз или Зимнего солдата. В фильмах её отношения с Соколиным глазом — это близкая, но платоническая дружба. Персонаж также состоял в отношениях с Мэттом Мёрдоком в комиксах, в то время как у них никогда не было никаких взаимодействий во время их появлений в КВМ.

## Реакция
Дэвид Эдельштейн из «New York Magazine» описал присутствие главных женских персонажей в «Железном человеке 2» как «игру между Гвинет Пэлтроу и Скарлетт Йоханссон, в которой Пэлтроу выигрывает по длине, а затем исчезает в свете фар своего противника». «Vanity Fair» отмечает, что её введение в этом фильме «как известно, решило сосредоточиться на её желательности, а не на её ошеломляющих боевых навыках».
В обзоре «The Daily Beast» о роли персонажа в «Эре Альтрона» говорилось, что персонаж был создан для того, чтобы «функционировать как винтик, обслуживающий сюжетные линии» персонажей мужского пола. «Vanity Fair» описала развитие персонажа в фильмах как «траекторию, которая была так же по всей карте, как и различные причёски Чёрной вдовы», заявив, что она «провела свои годы в КВМ в качестве аксессуара к повествованиям, выдвигающим на первый план других героев».
Vox отмечает, что в фильме «Мстителях: Финал» «Йоханссон превращает Романофф — обычно надёжного, без излишеств убийцу — в тихое, стоическое страдание», в то время как «Vanity Fair» сетует, что фильм «ни разу не дал прийти в себя после её смерти».
Последнее появление Романофф в фильме в КВМ получило неоднозначные отзывы. Дэвид Руни из «The Hollywood Reporter» назвал «Чёрную вдову» «звёздным транспортным средством» для Йоханссон. Эрик Кон из «IndieWire» высоко оценил экшен, «особенно во время драки между Чёрной вдовой и роботом-убийцей, известным как Таскмастер, который повторяет каждое её движение. Если это последний раз, когда мы видим, как Йоханссон вершит правосудие над своими противниками с гимнастической скоростью, это удачное прощание».
Кэрин Джеймс из «BBC Culture» чувствовала, что Романофф была «наименее интересным персонажем» в её семье, будучи «странным дополнением для фильма про хитрую семью, разворачивающегося вокруг нее». Тем не менее, Пит Хаммонд из «Deadline Hollywood» написал, что Йоханссон «выходит со всем оружием наперевес», и почувствовал, что вступительная сцена, раскрывающая, что семья Романофф является на самом деле русскими шпионами, напоминает «Американцев», в то же время восхваляя химию между Йоханссон и Флоренс Пью, «с неловкой застенчивостью Наташи, которой противостоит живая и циничная Елена». По поводу выступлений Хаммонд сказал: «Йоханссон снова великолепно присутствует в роли, демонстрируя экспертный экшен и актёрские навыки во всём».

### Награды
| Год  | Фильм                             | Награда                | Категория                                           | Результат | Прим.   |
| ---- | --------------------------------- | ---------------------- | --------------------------------------------------- | --------- | ------- |
| 2010 | «Железный человек 2»              | Teen Choice Awards     | Choice Movie: Актриса научно-фантастического фильма | Номинация | [ 90 ]  |
| 2010 | «Железный человек 2»              | Scream Awards          | Лучшая актриса в фантастическом фильме              | Победа    | [ 91 ]  |
| 2011 | «Железный человек 2»              | «Сатурн»               | Лучшая актриса второго плана                        | Номинация | [ 92 ]  |
| 2012 | «Мстители»                        | Teen Choice Awards     | Choice Movie: Актриса научно-фантастического фильма | Номинация | [ 93 ]  |
| 2012 | «Мстители»                        | Teen Choice Awards     | Choice Summer: Актриса                              | Номинация | [ 93 ]  |
| 2013 | «Мстители»                        | Kids' Choice Awards    | Любимая актриса кино                                | Номинация | [ 94 ]  |
| 2013 | «Мстители»                        | Kids' Choice Awards    | Самая крутая                                        | Номинация | [ 94 ]  |
| 2013 | «Мстители»                        | People’s Choice Awards | Любимая киноактриса                                 | Номинация | [ 95 ]  |
| 2013 | «Мстители»                        | People’s Choice Awards | Любимый актёр, сыгравший героя                      | Номинация | [ 95 ]  |
| 2013 | «Мстители»                        | People’s Choice Awards | Любимая экранная химия (с Джереми Реннером)         | Номинация | [ 95 ]  |
| 2013 | «Мстители»                        | MTV Movie Awards       | Лучший бой (с актёрским составом)                   | Победа    | [ 96 ]  |
| 2014 | «Первый мститель: Другая война»   | Teen Choice Awards     | Choice Movie: Актриса научно-фантастического фильма | Номинация | [ 97 ]  |
| 2014 | «Первый мститель: Другая война»   | Teen Choice Awards     | Choice Movie: Поцелуй (с Крисом Эвансом)            | Номинация | [ 97 ]  |
| 2015 | «Первый мститель: Другая война»   | People’s Choice Awards | Любимая киноактриса                                 | Номинация | [ 98 ]  |
| 2015 | «Первый мститель: Другая война»   | People’s Choice Awards | Любимый дуэт (с Крисом Эвансом)                     | Номинация | [ 98 ]  |
| 2015 | «Первый мститель: Другая война»   | People’s Choice Awards | Любимая актриса боевиков                            | Номинация | [ 98 ]  |
| 2015 | «Первый мститель: Другая война»   | «Сатурн»               | Лучшая актриса второго плана                        | Номинация | [ 99 ]  |
| 2015 | «Первый мститель: Другая война»   | MTV Movie Awards       | Лучший поцелуй (с Крисом Эвансом)                   | Номинация | [ 100 ] |
| 2015 | «Мстители: Эра Альтрона»          | Teen Choice Awards     | Choice Movie: Актриса научно-фантастического фильма | Номинация | [ 101 ] |
| 2016 | «Мстители: Эра Альтрона»          | People’s Choice Awards | Любимая киноактриса                                 | Номинация | [ 102 ] |
| 2016 | «Мстители: Эра Альтрона»          | People’s Choice Awards | Любимая актриса боевиков                            | Номинация | [ 102 ] |
| 2016 | «Мстители: Эра Альтрона»          | Kids' Choice Awards    | Любимая актриса кино                                | Номинация | [ 103 ] |
| 2016 | «Первый мститель: Противостояние» | Teen Choice Awards     | Choice Movie: Актриса научно-фантастического фильма | Номинация | [ 104 ] |
| 2016 | «Первый мститель: Противостояние» | Teen Choice Awards     | Choice Movie: Химия (с актёрским составом)          | Номинация | [ 105 ] |
| 2016 | «Первый мститель: Противостояние» | Выбор критиков         | Лучшая актриса в экшн-фильме                        | Номинация | [ 106 ] |
| 2017 | «Первый мститель: Противостояние» | People’s Choice Awards | Любимая киноактриса                                 | Номинация | [ 107 ] |
| 2017 | «Первый мститель: Противостояние» | People’s Choice Awards | Любимая актриса боевиков                            | Номинация | [ 107 ] |
| 2017 | «Первый мститель: Противостояние» | Kids' Choice Awards    | Любимая актриса кино                                | Номинация | [ 108 ] |
| 2017 | «Первый мститель: Противостояние» | Kids' Choice Awards    | Самая крутая                                        | Номинация | [ 108 ] |
| 2017 | «Первый мститель: Противостояние» | Kids' Choice Awards    | #Отряд (с актёрским составом)                       | Номинация | [ 108 ] |
| 2017 | «Первый мститель: Противостояние» | «Сатурн»               | Лучшая актриса второго плана                        | Номинация | [ 109 ] |
| 2018 | «Мстители: Война бесконечности»   | MTV Movie & TV Awards  | Лучший бой (с актёрским составом)                   | Номинация | [ 110 ] |
| 2018 | «Мстители: Война бесконечности»   | Teen Choice Awards     | Choice Movie: Актриса экшна                         | Победа    | [ 111 ] |
| 2018 | «Мстители: Война бесконечности»   | People’s Choice Awards | Киноактриса 2018 года                               | Победа    | [ 112 ] |
| 2019 | «Мстители: Война бесконечности»   | Kids' Choice Awards    | Любимая актриса кино                                | Номинация | [ 113 ] |
| 2019 | «Мстители: Война бесконечности»   | Kids' Choice Awards    | Любимая супергероиня                                | Номинация | [ 113 ] |
| 2019 | «Мстители: Финал»                 | Teen Choice Awards     | Choice Movie: Актриса экшна                         | Победа    | [ 114 ] |
| 2019 | «Мстители: Финал»                 | «Сатурн»               | Лучшая актриса второго плана                        | Номинация | [ 115 ] |
| 2019 | «Мстители: Финал»                 | People’s Choice Awards | Киноактриса 2019 года                               | Номинация | [ 116 ] |

## Комментарии
1. ↑  Как показано в фильме «Мстители: Финал» (2019).
2. ↑  Как показано в фильме «Мстители: Эра Альтрона» (2015)
3. ↑  События фильма «Железный человек 2» (2010)
4. ↑  Изменённые события фильмов «Человек-муравей и Оса» и «Мстители: Война Бесконечности» (2018)
5. ↑  Изменённые события фильма «Мстители: Эра Альтрона» (2015)
6. ↑  Вселенная серии «Что, если… мир утратил бы своих величайших героев?»